# Готлиб Амадеус фон Виндиш-Грец
Карл Готлиб I Амадеус фон Виндиш-Грец (на немски: Karl Gottlieb I Amadeus Graf von Windisch-Graetz;; * 13 март 1630, Регенсбург; † 25 декември 1695, Виена) е граф на Виндиш-Грец (днес Словен градец, Словения) в Австрия, политик, имперски съветник, дипломат и поет. Той е вице-канцлер, важен държавник при император Леополд I, през 1658 г. е издигнат на „имперски граф фон Виндиш-Грец“, и на „инколат“ на Бохемия през 1689 г.

## Живот
Той е син на фрайхер Бартоломеус фон Виндиш-Грец (* 3 януари 1593; † 23 ноември 1633, Залцбург) и съпругата му Анна Зидония фон Херберщайн († 1654), дъщеря на фрайхер Георг Кристоф фон Херберщайн (1556 – 1613) и фрайин Хелена Катарина фон Халег. Внук е на Андреас II фон Виндиш-Грец (1567 – 1600) и фрайин Регина фон Дитрихщайн-Финкенщайн (1567 – 1618).
Готлиб I Амадеус като млад е протестант и получава добро образование. На 19 години той става наследник на Фридрих († 1649), синът на пра-чичо му граф Панкрац фон Виндиш-Грец (1525 – 1591), и през 1656 г. единствен наследник на Йохана, сестрата на Фридрих.
На 28 години той става член на имперския дворцов съвет. Като дипломат често е на извънредни мисии. Той пътува до Швеция (1663 – 1664), до различни дворове в Италия през 1661 г., до Франция (1670 – 1671), до Брауншвайг, Дания и Хамбург (1673 – 1674), също до Хага (1691 – 1693). Особен респект той има в двора на Луи XIV. От 1683 до 1688 г. е заедно с епископите на Пасау и Айхщет „принципал-комисар“ на имперското събрание в Регенсбург.
Виндиш-Грец е от 1656 г. в обществото „Фрухтбрингенде Гезелшаф“. Той също е поет и пише сонети и съвременни стихотворения от 1652 и ок. 1657 г. През 1682 г. той става католик и е издигнат на имперски граф. Около 1693 г. е номиниран на имперски вице-канцлер.
Готлиб Амадеус става през 1687 г. рицар на Ордена на Златното руно. Гробът му се намира в църквата „Шотенкирхе“ във Виена. На 18 май 1822 г. родът е издигнат на князе.

## Фамилия
Първи брак: на 28 декември 1662 г. с Амалия Маргарета ван Бредероде, (* 1630; † 14 август 1663), вдовица на барон Албрехт Хайнрих фон Славата, фрайхер на Хлум и Кошенберг († 1661), дъщеря на Йохан Волфарт ван Бредероде, 16. господар на Бредероде (1599 – 1655) и графиня Анна Йохана фон Насау-Зиген (1594 – 1636). Бракът е бездетен.
Втори брак: на 2 април 1665 г. в Нюрнберг с графиня Мария Елеонора фон Йотинген-Йотинген (* 10 юли 1649, Йотинген; † 10 април 1681, Виена), дъщеря на граф Йоахим Ернст фон Йотинген-Йотинген (1612 – 1658) и пфалцграфиня Анна София фон Пфалц-Зулбах (1621 – 1675). Те имат десет деца:
- Еберхардина Елеонора София фон Виндиш-Грец (* 1668; † 1724, манастир в Нойщат)
- Теофил Авугуст фон Виндиш-Грец (* 1669)
- Ернст Фридрих фон Виндиш-Грец (* 20 юни 1670; Виена; † 6 септември 1727, Ст. Петер), държавник, 1700 г. рицар на Ордена на Златното руно, женен I. на 29 юли 1695 г. за графиня Мария Терезия Славата (* 1656; † 28 април 1699); II. за графиня Терезия Розалия фон Ротал (* 1679; † 12 януари 1753)
- Мария Сидония фон Виндиш-Грец (* 20 март 1671; умира млада)
- Бартоломеус Гундакар фон Виндиш-Грец (* 11 февруари 1673; умира млад)
- Доротея фон Виндиш-Грец (* 1673/1674)
- Франц Хартвиг фон Виндиш-Грец (* 1676; † 18 май 1706)
- Шарлота Елизабет фон Виндиш-Грец (* 31 май 1677; умира млада)
- Мария Катарина фон Виндиш-Грец (* 12 юни 1678; † 1708, Грац), омъжена за фон Фелкерзон
- Фердинанд Хартвиг фон Виндиш-Грец (* 31 март 1681; † 10 май 1706)

Трети брак: на 25 февруари 1683 г. с графиня Мария Терезия фон Заурау (* 14 декември 1657, Грац; † 7 октомври 1713, Прерау, Моравия), дъщеря на граф Волфганг Рудолф фон Заурау (1618 – 1664) и графиня Елизабет Ваген цу Вагеншперг (1626 – 1700). Те имат три деца:
- Сидония Тереза фон Виндиш-Грец (* 1684), монахиня
- Леополд Викторин фон Виндиш-Грец (* 17 септември 1686, Регенсбург; † 19 декември 1746, Виена), 1739 г. рицар на Ордена на Златното руно, дипломат, женен на 16 август 1714 г. във Виена за графиня Мария Ернестина фон Щрасолдо (* 16 януари 1695, Гориция; † 2 юли 1766, Виена); има деца
- Амадеус фон Виндиш-Грец (* 11 юли 1691; † 25 януари 1704)